# Asch-Schaddadi
Asch-Schaddadi (الشدادي asch-Schaddādī, DMG aš-Šaddādī; auch Al Shaddadah) ist eine syrische Stadt im Gouvernement al-Hasaka. Sie hat etwa 15.000 Einwohner und liegt am Fluss Chabur. Im Februar 2013 eroberten Milizen der al-Nusra-Front die Stadt. Später hielt der IS die Stadt. Am 19. Februar 2016 wurde die Stadt von Einheiten der Demokratischen Kräfte Syriens eingenommen.